# Mithrodiidae
Mithrodiidae es una familia de Asteroidea (estrellas de mar) en el orden Valvatida.

## Características
El disco es muy pequeño. Los arcos interbraquiales ausentes o poco desarrollados. El esqueleto es reticulado formando triángulos agrupados en hexágonos. Presenta piel con espinas obtusas bien distribuidas y anchas. El aspecto de la superficie del cuerpo es escamoso o espinular. Las placas súperomarginales están bien desarrolladas y forman series longitudinales y transversas. Las espinas se presentan en grupos o solitarias. Las placas orales son pequeñas. Los surcos ambulacrales son estrechos. Las placas marginales son inconspicuas. No presenta pedicelarios.
Se trata de grandes estrellas de mar de cinco brazos, algunas entre las más pesadas conocidas, como Thromidia gigas.

## Géneros y especies
Se reconocen las siguientes:
- genus Mithrodia Gray, 1840
  - Mithrodia bradleyi Verrill, 1870
  - Mithrodia clavigera (Lamarck, 1816)
  - Mithrodia fisheri Holly, 1932
- genus Thromidia Pope & Rowe, 1977
  - Thromidia brycei Marsh, 2009
  - Thromidia catalai Pope & Rowe, 1977
  - Thromidia gigas (Mortensen, 1935)
  - Thromidia seychellesensis Pope & Rowe, 1977